# Egla Ceno
Egla Ceno, all'anagrafe Eglantina Ceno (Poliçan, 4 aprile 1977) è un'attrice e conduttrice televisiva albanese.

## Biografia
Nata il 4 aprile 1977 a Poliçan, nel distretto di Berat, in Albania, ha studiato recitazione presso l'Accademia delle Arti di Tirana e ha proseguito la sua formazione presso la Folkwang Universität der Künste di Essen, in Germania, specializzandosi in teatro fisico.
Dopo gli studi, ha vissuto in Italia per 15 anni, lavorando anche come assistente alla regia per la serie televisiva italiana CentoVetrine.
Nel 2016 ha recitato nella serie comica albanese M'fal për shprehjen, creata da Elvis Pupa, mentre in seguito è entrata nel cast del programma comico Portokalli, interpretando personaggi ricorrenti come Zimbile e una conducente donna.
È anche cofondatrice della compagnia teatrale privata OAZ, insieme al regista Altin Basha.
Nel 2024 ha partecipato come concorrente alla terza edizione di Big Brother VIP Albania, risultando vincitrice.
Nel 2025, è diventata conduttrice del programma sociale Goca dhe Gra su Top Channel.

## Filmografia

### Cinema
- Sex, përrallë dhe celular (2015)[10]
- Hije (2016)
- Shtëpia e Agës (2019)
- 5 herë jo (2023)[11]

### Teatro
- Ars Longa, Vita Brevis (2001)
- Dashuri në furgon (2002)
- Shkër...ta me kapele (2014)
- Made in Albania (2016)
- Macbeth (2018)
- Night (2018–2019)
- Father Sergius (2018)
- Udha e Qumështit (2019)
- Zyrtarisht beqare (2019)
- Një Madam nga Argjentina (2021)